# کله بید (ملایر)
کُله بید (ملایر)، روستایی از توابع بخش مرکزی شهرستان ملایر در استان همدان ایران است.

## جمعیت
این روستا در دهستان جوزان قرار دارد و براساس سرشماری مرکز آمار ایران در سال ۱۳۹۵، جمعیت آن ۴۶ نفر (۱۶خانوار) بوده‌است.